# Публий Плавтий Гипсей
Пу́блий Пла́втий Гипсе́й (лат. Publius Plautius Hypsaeus; умер после 44 года до н. э.) — римский политический деятель из плебейского рода Плавтиев, союзник Гнея Помпея Великого, неудачно претендовавший на консулат 52 года до н. э.

## Биография
Публий принадлежал к плебейскому роду Плавтиев, представители которого часто занимали консульские должности в IV веке до н. э. Потом Плавтии исчезли из истории и вернулись в неё во второй половине II века до н. э. Один из первых носителей когномена Гипсей (Hypsaeus), Марк, был консулом в 125 году до н. э.; о родственных связях между ним и Публием Плавтием, жившим на три поколения позже, никакой конкретной информации нет.
Публий Плавтий начал политическую карьеру с должности квестора при Гнее Помпее Великом в последние годы Третьей Митридатовой войны — по мнению Фридриха Мюнцера, между 66 и 63 годами до н. э., а по мнению Роберта Броутона, в 66 или 64 году до н. э. Известно, что во время суда над Луцием Валерием Флакком в 59 году до н. э. защитник Марк Туллий Цицерон использовал переписку Гипсея с Помпеем, чтобы доказать «привычную разнузданность и бесстыдное своеволие греков», выступавших в роли свидетелей обвинения. Приблизительно в 61 году до н. э. (предположительно в качестве проквестора) Публий чеканил монету с легендой P. Ypsae(us) S(enatus) C(onsulto) и с изображением морского бога Нептуна.
В 58 году до н. э. благодаря поддержке Помпея Гипсей получил должность курульного эдила. Вместе с коллегой Марком Эмилием Скавром он отчеканил по поручению сената денарии, прославлявшие победу Скавра в Набатее. Тогда же Публий оказал какие-то услуги Марку Туллию Цицерону, на время отправившемуся в изгнание: тот обещает своему другу Аттику в письме от 29 мая 58 года до н. э., что обязательно поблагодарит Гипсея. В 56 году до н. э. Публий предложил сенату отправить Помпея в Египет для восстановления на престоле Птолемея Авлета (эта инициатива не прошла). Не позже 55 года до н. э., учитывая требования Корнелиева закона, Публий должен был занимать должность претора.
В 53 году до н. э. Гипсей выдвинул свою кандидатуру в консулы, а вместе с ним это сделали Тит Анний Милон и Квинт Цецилий Метелл Пий Сципион Назика. На претуру претендовал скандальный политик-популяр Публий Клодий Пульхр, который поддержал Сципиона. Предвыборная борьба велась с использованием всех способов, включая незаконные. Дело дошло до открытых уличных столкновений между приверженцами кандидатов, причём в одной из таких стычек даже был ранен камнем действующий консул Гней Домиций Кальвин. До конца года избрать магистратов не удалось, а в январе 52 года до н. э. Публий Клодий был убит людьми Милона. Помпей в этой ситуации поддерживал Гипсея и Сципиона, но выборы постоянно откладывались, а в марте 52 года до н. э. вообще были отменены. Всех кандидатов привлекли к суду за нарушения при соискании (de ambitu). Гипсей попросил помощи у Помпея, назначенного единственным консулом, но получил жёсткий отказ. По словам Плутарха, Публий «подкараулил Помпея, когда тот возвращался после бани домой, к обеду, и стал умолять о помощи, обнимая его колени. Помпей же, пройдя мимо него, заметил презрительно, что тот может испортить ему обед, но ничего другого не добьётся».
Публию пришлось уйти в изгнание. О дальнейшей его судьбе ничего не известно. Какой-то Публий Плавтий фигурирует среди сенаторов, подписавших постановление от 10 апреля 44 года до н. э., и это мог быть именно Гипсей. В этом случае он должен был вернуться в Рим после 49 года до н. э. вместе со многими другими изгнанниками и занять своё место в сенате.